# St. Barbara (Tsumeb)
Die St. Barbara (englisch St. Barbara Parish) ist eine Römisch-katholische Kirche in Namibia und liegt in der Gemeinde Tsumeb im zentralen Norden des Landes. Sie ist seit dem 15. Februar 1990 ein Nationales Denkmal.
St. Barbara wurde als erste Kirche in Tsumeb auf Wunsch des Erzbistums Windhoek 1913 errichtet und nach der Heiligen Barbara, der Schutzpatronin der Bergleute benannt. In Tsumeb werden seit Anfang des 20. Jahrhunderts Kupfer und andere Erze abgebaut. Sie wurde 1914 geweiht und war für einige Jahre die einzige Kirche der Stadt.
1914 wurde von hier aus, durch Pater Schulte initiiert, die Missionierung begonnen und eine kleine Schule neben der Kirche errichtet. Später wurde die Kirche und Schule zu einer kleinen Missionsstation mit Wohngebäuden und Kindergarten erweitert.